# Neta chilensis
Neta chilensis är en tvåvingeart som först beskrevs av Walker 1836.  Neta chilensis ingår i släktet Neta och familjen spyflugor. Inga underarter finns listade i Catalogue of Life.